# Colin Goudie
Colin "Col" Goudie (* 12. Juli 1961 in London, England) ist ein britischer Filmeditor, der in seiner über 30-jährigen Filmkarriere für über 40 Produktionen für den Filmschnitt in Kino und Fernsehen verantwortlich war, darunter für international bekannte Filme wie Monsters, Rogue One: A Star Wars Story oder Argylle.

## Leben und Karriere
Colin Goudie wurde 1961 in London geboren. Schon als Jugendlicher begeisterte er sich für Stand- und Landschaftsfotografie und die Filmindustrie. Zu Beginn seiner Laufbahn, Ende der 1980er Jahre, arbeitete Goudie noch im Sound Department, bevor er zu Beginn der 1990er Jahre vollständig in den Bereich Filmschnitt wechselte. In den 1990er Jahren hatte er bis 2002 bereits zahlreiche Episoden von Fernsehserien und Fernsehminiserien, vornehmlich für die BBC, als Cutter betreut, bevor er 2003 erstmalig für den Regisseur Norman Stone dessen Kinoprojekt Man Dancin‘ mit Alex Ferns und Tom Georgeson in den Hauptrollen in Szene setzte. Für den Fernsehfilm Holy Cross von Mark Brozel erhielt er ein Jahr später 2004 den RTS Craft & Design Award der Royal Television Society in der Kategorie Best Tape and Film Editing: Drama. 
Im Jahre 2008 machte er schließlich bei der Fernsehdokumentarfilmserie Heroes and Villains bei der Folge Attila the Hun die Bekanntschaft von Regisseur Gareth Edwards, aus der sich eine respektvolle Freundschaft entwickeln sollte und der ihn 2010 als Editor zu seiner preisgekrönten Kinoproduktion Monsters holte. 2016 setzte man die erfolgreiche Zusammenarbeit bei der Disney-Lucasfilm-Produktion Rogue One: A Star Wars Story fort, für die er zusammen mit John Gilroy und Jabez Olssen 2017 eine Nominierung für den Saturn Award der Academy of Science Fiction, Fantasy & Horror Films in der Kategorie Best Editing bekam. 2020 vertraute ihm der Regisseur Mitch Jenkins den Schnitt des Fantasy-Dramas The Show mit Kezzabelle Ambler, Roger Ashton-Griffiths und Sheila Atim in den Hauptrollen an. 2021 engagierte ihn John Hay für das Filmdrama To Olivia mit Hugh Bonneville.

## Auszeichnungen
RTS Craft & Design Award
- 2004: Ehrung mit dem RTS Craft & Design Award der Royal Television Society in der Kategorie Best Tape and Film Editing: Drama für Holy Cross

Saturn Award
- 2017: Nominierung für den Saturn Award der Academy of Science Fiction, Fantasy & Horror Films in der Kategorie Best Editing für Rogue One: A Star Wars Story zusammen mit John Gilroy und Jabez Olssen

## Filmografie (Auswahl)

### Kino
- 2003: Man Dancin'
- 2010: Monsters
- 2014: Show Pieces
- 2016: Rogue One: A Star Wars Story
- 2020: The Show
- 2021: To Olivia
- 2023: Tetris
- 2024: Argylle

### Fernsehen
- 1992: Spender (Fernsehserie, 1 Episode)
- 1994: Frank Stubbs (Fernsehserie, 3 Episoden)
- 1995: A Mind to Murder (Fernsehfilm)
- 1997: The Uninvited (Fernsehserie, 4 Episoden)
- 1997: Ain't Misbehavin' (Fernsehminiserie, 3 Episoden)
- 1997: Ain't Misbehavin' (Fernsehminiserie, 3 Episoden)
- 2000: Tales from the Madhouse (Fernsehminiserie, 5 Episoden)
- 2002: Plain Jane (Fernsehfilm)
- 2003: Holy Cross (Fernsehfilm)
- 2004: Blue Dove (Fernsehminiserie, 5 Episoden)
- 2008: Heroes and Villains (Fernsehdokumentarserie, 1 Episode)
- 2008: Florence Nightingale (Fernsehfilm)